# Gunton, Norfolk
Gunton var en civil parish fram till 1935 när den uppgick i civil parish Hanworth, i grevskapet Norfolk i England. Civil parish var belägen 8 km från Cromer och hade 72 invånare år 1931. Byn nämndes i Domedagsboken (Domesday Book) år 1086, och kallades då Gunetune.

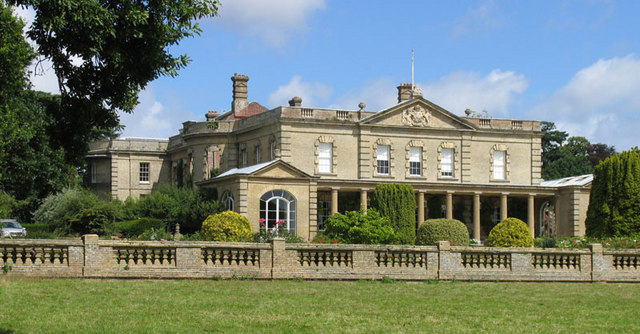
Gunton Hall